# دهه ۹۲۰ (پیش از میلاد)
دهه ۹۲۰ (پیش از میلاد) ۹۲مین دهه قبل از مبدا شروع تقویم میلادی است.